# Citroën Type H
Citroën Typ H je nákladní automobil, který v letech 1948 až 1981 vyráběla francouzská automobilka Citroën. Během 34 let produkce se vyrobilo a prodalo 478 743 kusů. Nosnost vozidla byla podle verze od 1 200 do 3 200 kg.

## Verze
Citroën vybíral z osmi projektů a poslední z nich s číslem 8 šel do výroby. Model tak dostal osmé písmeno v abecedě H. První verze měly název jen H. Později byl změněn na HY.
Ostatní verze - HX (zmenšená ložná kapacita), HZ, HW (zvětšená ložná kapacita). Někdy byl označován také jako model 1600. Ve Francii si pro svůj tvar získal jméno „prasečí nos“.

## Technika
Využíval technologie tehdejších rozšířených modelů s předním náhonem. Přebral tak například motorizace a převodovky z modelu Citroën Traction Avant. Světla a tachometr z modelu Citroën 2CV.
Karosérie byla inspirována letadly Junkers Ju 52. Vlnitý plech dodával konstrukcí pevnost při zachování minimální ceny a výrobních nákladů. Dveře se otevíraly dozadu. V roce 1964 se změnilo čelní sklo z dvojitého na jedno. Model prošel mnohými technickými inovacemi až do roku 1981, ale jeho design byl změněn minimální. Nahradily ho dodávky moderní koncepce Citroën C25 a Citroën C35.

## Podvozek

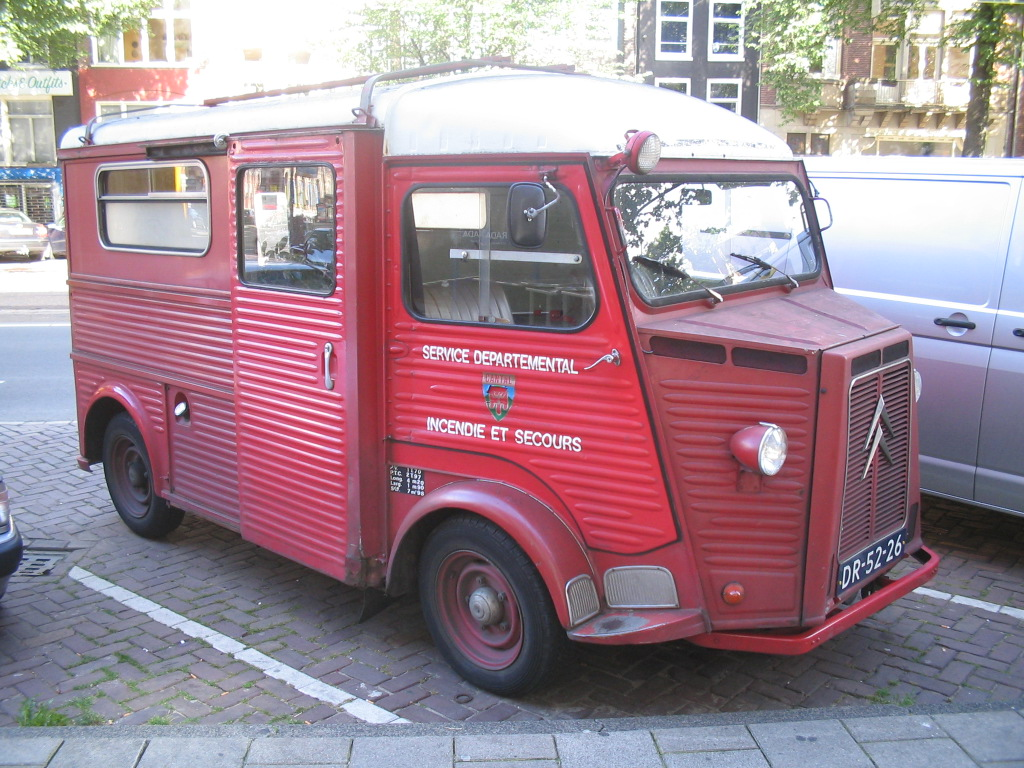
Citroën Type H, hasičský vůz.

Původní model přebral koncepci z modelu Traction Avant. Vpředu byly 4 klasické tlumiče a vzadu 2. Zajímavým řešením byl různý rozvor náprav na pravé (2,50m) a levé straně (2,53m). To zajišťovalo, že přes příčnou nerovnost přecházelo vždy jen jedno kolo a zvyšovalo tak komfort. V roce 1972 byl na trh uveden model ve verzi ambulance, který využíval hydropneumatické odpružení na zadní nápravě pro vyšší komfort pacientů.

## Motorizace
Zážehové čtyřválce
- 1.9 (1911 cm³) – 50 k @ 3800 ot./min (13 l/100 km)
- 1.6 (1628 cm³) – 45 k @ 4200 ot./min
- 1.9 (1911 cm³) – 58 k @ 4000 ot./min

Vznětové čtyřválce
- 1.6 (1621 cm³) – 42 k @ 3600 ot./min – Perkins Diesel
- 1.6 (1628 cm³) – 45 k @ 4200 ot./min – Perkins Diesel
- 1.8 (1816 cm³) – 50 k @ 4000 ot./min – Indénor Diesel
- 1.9 (1911 cm³) – 58 k @ 4500 ot./min – Indénor Diesel
- 2.0 (1946 cm³) – 57 k @ 4500 ot./min – Indénor Diesel